# Phalops pyroides
Phalops pyroides är en skalbaggsart som beskrevs av D'orbigny 1908. Phalops pyroides ingår i släktet Phalops och familjen bladhorningar. Inga underarter finns listade i Catalogue of Life.